# Campeonato Mundial de Atletismo Sub-20 de 2024 - 100 m masculino
A prova dos 100 metros masculino do Campeonato Mundial de Atletismo Sub-20 de 2024 ocorreu entre os dias 27 e 28 de agosto de 2024, no Estádio Atlético de la VIDENA, em Lima, no Peru.

## Recordes
Antes desta competição, os recordes mundiais e do campeonato nesta prova eram os seguintes:
|       | Nome             | Nacionalidade  | Tempo | Local    | Data                |
| ----- | ---------------- | -------------- | ----- | -------- | ------------------- |
| WU20R | Letsile Tebogo   | Botswana       | 9.91  | Cáli     | 2 de agosto de 2022 |
| CR    | Letsile Tebogo   | Botswana       | 9.91  | Cáli     | 2 de agosto de 2022 |
| WU20L | Christian Miller | Estados Unidos | 9.93  | Clermont | 20 de abril de 2024 |

## Medalhistas
| Ouro                 | Prata                 | Bronze               |
| Bayanda Walaza (RSA) | Puripol Boonson (THA) | Bradley Nkoana (RSA) |

## Cronograma
Todos os horários são locais (UTC-5).
| Data         | Hora  | Evento    |
| ------------ | ----- | --------- |
| 27 de agosto | 11:00 | Bateria   |
| 27 de agosto | 17:00 | Semifinal |
| 28 de agosto | 18:47 | Final     |

## Resultados

### Bateria
Qualificação: Os 2 primeiros de cada bateria (Q) e os 8 tempos mais rápidos (q).
Bateria 1
| Posição | Raia | Atleta            | Nacionalidade            | Tempo           | Notas                |
| ------- | ---- | ----------------- | ------------------------ | --------------- | -------------------- |
| 1       | 5    | Puripol Boonson   | Tailândia                | 10.41           | Q                    |
| 2       | 3    | Joel-jin Nwamadi  | Coreia do Sul            | 10.50 (.491)    | Q                    |
| 3       | 2    | Adas Dambaruskas  | Lituânia                 | 10.50 (.499)    | q                    |
| 4       | 4    | David Landim      | Portugal                 | 10.59           |                      |
| 5       | 8    | Jacob Kemminer    | Alemanha                 | 10.61           |                      |
| 6       | 9    | Zalán Deák        | Hungria                  | 10.64           |                      |
| 7       | 6    | Mrutyam Dondapati | Índia                    | 10.65           | Recorde da temporada |
| 8       | 7    | Brandon Pemberton | Ilhas Virgens Americanas | 10.92           |                      |
|         |      |                   |                          | Vento: -0.5 m/s |                      |

Bateria 2
| Posição | Raia | Atleta            | Nacionalidade | Tempo           | Notas |
| ------- | ---- | ----------------- | ------------- | --------------- | ----- |
| 1       | 4    | Bayanda Walaza    | África do Sul | 10.28           | Q     |
| 2       | 2    | Sebastian Sultana | Austrália     | 10.44           | Q     |
| 3       | 8    | Valentin Jensen   | Dinamarca     | 10.56           | q     |
| 4       | 9    | Kim Jeong-yoon    | Coreia do Sul | 10.60           |       |
| 5       | 3    | Adem Benyache     | Argélia       | 10.71           |       |
| 6       | 7    | Aidil Hajam       | Malásia       | 10.89           |       |
| 7       | 6    | Chidera Ezeakor   | Nigéria       | 10.92           |       |
| 8       | 5    | Tomás Mondino     | Argentina     | 11.06           |       |
|         |      |                   |               | Vento: +0.3 m/s |       |

Bateria 3
| Posição | Raia | Atleta              | Nacionalidade | Tempo           | Notas |
| ------- | ---- | ------------------- | ------------- | --------------- | ----- |
| 1       | 3    | Teddy Wilson        | Grã-Bretanha  | 10.29           | Q,    |
| 2       | 6    | He Jinxian          | China         | 10.32           | Q     |
| 3       | 2    | Hristo Iliev        | Bulgária      | 10.53           | q     |
| 4       | 7    | Kwok Chun Ting      | Hong Kong     | 10.65           |       |
| 5       | 8    | Aron Earl           | Peru          | 10.70           |       |
| 6       | 5    | Tomasz Bajraszewski | Polónia       | 10.72           |       |
| 7       | 9    | Norre Robinson      | Bermudas      | 10.99           |       |
| 8       | 4    | Jeremiah Adderley   | Bahamas       | 11.06           |       |
|         |      |                     |               | Vento: +0.5 m/s |       |

Bateria 4
| Posição | Raia | Atleta            | Nacionalidade     | Tempo           | Notas |
| ------- | ---- | ----------------- | ----------------- | --------------- | ----- |
| 1       | 2    | Okon Sunday       | Nigéria           | 10.48           | Q     |
| 2       | 6    | Merone Wijesinghe | Sri Lanka         | 10.55           | Q     |
| 3       | 8    | Jaden Wiley       | Estados Unidos    | 10.59           |       |
| 4       | 7    | Archer Mchugh     | Austrália         | 10.61           |       |
| 5       | 4    | Jonathan Padilla  | México            | 10.62           |       |
| 6       | 5    | David Nyamufarira | Zimbabwe          | 10.73           |       |
| 7       | 9    | Hansen Yap        | Malásia           | 10.94           |       |
| 8       | 3    | Che Wickham       | Trinidad e Tobago | 10.96           |       |
|         |      |                   |                   | Vento: -0.8 m/s |       |

Bateria 5
| Posição | Raia | Atleta             | Nacionalidade   | Tempo           | Notas |
| ------- | ---- | ------------------ | --------------- | --------------- | ----- |
| 1       | 7    | Gary Card          | Jamaica         | 10.40           | Q     |
| 2       | 9    | Benjamin Aravena   | Chile           | 10.45           | Q     |
| 3       | 8    | Carlos Brown Jr.   | Bahamas         | 10.48           | q     |
| 4       | 4    | Junior Imoukhuede  | Canadá          | 10.51           | q     |
| 5       | 3    | Nikola Karamanolov | Bulgária        | 10.52           | q     |
| 6       | 2    | Ezekiel Newton     | Guiana          | 10.80           |       |
| 7       | 6    | Jesus Topize       | Ilhas Maurícias | 10.82 (0.811)   |       |
| 8       | 5    | Lou Weng Fu        | Macau           | 10.82 (0.816)   |       |
|         |      |                    |                 | Vento: +0.5 m/s |       |

Bateria 6
| Posição | Raia | Atleta             | Nacionalidade        | Tempo           | Notas |
| ------- | ---- | ------------------ | -------------------- | --------------- | ----- |
| 1       | 6    | Deandre Daley      | Jamaica              | 10.37           | Q     |
| 2       | 9    | Zeng Keli          | China                | 10.51           | Q     |
| 3       | 7    | Sean Aigboboh      | Irlanda              | 10.55           | q     |
| 4       | 8    | Chan Yat Lok       | Hong Kong            | 10.64           |       |
| 5       | 5    | Dineth Weeraratina | Sri Lanka            | 10.72           |       |
| 6       | 3    | László Merényi     | Finlândia            | 10.74           |       |
| 7       | 4    | Miguel Martes      | República Dominicana | 10.78           |       |
| 8       | 2    | Panashe Nhenga     | Zimbabwe             | 10.95           |       |
|         |      |                    |                      | Vento: -0.4 m/s |       |

Bateria 7
| Posição | Raia | Atleta            | Nacionalidade  | Tempo           | Notas |
| ------- | ---- | ----------------- | -------------- | --------------- | ----- |
| 1       | 2    | Bradley Nkoana    | África do Sul  | 10.27           | Q     |
| 2       | 6    | Brayden Williams  | Estados Unidos | 10.32           | Q,    |
| 3       | 5    | Fukuto Komuro     | Japão          | 10.47           | q     |
| 4       | 7    | Keon Rude         | Canadá         | 10.64           |       |
| 5       | 8    | Jackson Clarke    | Guiana         | 10.68           |       |
| 6       | 4    | Milian Zirbus     | Alemanha       | 10.77           |       |
| 7       | 1    | Gael Barreau      | Seicheles      | 11.49           |       |
| –       | 3    | Ali Ali           | Arábia Saudita | 99\|DNS         |       |
| –       | 9    | Fernando Satetula | Angola         | 99\|DNS         |       |
|         |      |                   |                | Vento: -0.2 m/s |       |

Bateria 8
| Posição | Raia | Atleta              | Nacionalidade | Tempo           | Notas    |
| ------- | ---- | ------------------- | ------------- | --------------- | -------- |
| 1       | 2    | Naoki Nishioka      | Japão         | 10.27           | Q        |
| 2       | 4    | Jonathan Gou Gomez  | Suíça         | 10.42           | Q, NU20R |
| 3       | 6    | Ylann Bizasene      | França        | 10.48           | q        |
| 4       | 7    | Steven Sabino       | Moçambique    | 10.57           |          |
| 5       | 3    | Kalle Hirvi         | Finlândia     | 10.61           |          |
| 6       | 9    | Mattia Silvestrelli | Itália        | 10.66           |          |
| 7       | 8    | Wesley Dionisio     | Brasil        | 10.74           |          |
| 8       | 5    | Kadeem Larcher      | Santa Lúcia   | 10.80           |          |
| 9       | 1    | Joao Santini        | Brasil        | 10.92           |          |
|         |      |                     |               | Vento: +0.9 m/s |          |

### Semifinal
Qualificação: Os 2 primeiros de cada bateria (Q) e os 2 tempos mais rápidos (q).
Bateria 1
| Posição | Raia | Atleta             | Nacionalidade | Tempo           | Notas |
| ------- | ---- | ------------------ | ------------- | --------------- | ----- |
| 1       | 4    | Deandre Daley      | Jamaica       | 10.34           | Q     |
| 2       | 6    | Naoki Nishioka     | Japão         | 10.43           | Q     |
| 3       | 9    | Hristo Iliev       | Bulgária      | 10.52           |       |
| 4       | 7    | Valentin Jensen    | Dinamarca     | 10.62           |       |
| 5       | 2    | Adas Dambaruskas   | Lituânia      | 10.63           |       |
| 6       | 3    | Nwamadi Joel-jin   | Coreia do Sul | 10.65           |       |
| 7       | 5    | Jonathan Gou Gomez | Suíça         | 10.74           |       |
| 8       | 8    | Zeng Keli          | China         | 10.76           |       |
|         |      |                    |               | Vento: -0.9 m/s |       |

Bateria 2
| Posição | Raia | Atleta            | Nacionalidade | Tempo           | Notas |
| ------- | ---- | ----------------- | ------------- | --------------- | ----- |
| 1       | 5    | Puripol Boonson   | Tailândia     | 10.30 (.297)    | Q     |
| 2       | 6    | Bradley Nkoana    | África do Sul | 10.30 (.298)    | Q     |
| 3       | 7    | Gary Card         | Jamaica       | 10.39           | q     |
| 4       | 4    | Sebastian Sultana | Austrália     | 10.52           |       |
| 5       | 8    | Benjamin Aravena  | Chile         | 10.59           |       |
| 6       | 2    | Ylann Bizasene    | França        | 10.61           |       |
| 7       | 3    | Carlos Brown Jr.  | Bahamas       | 10.63           |       |
| 8       | 9    | Sean Aigboboh     | Irlanda       | 10.65           |       |
|         |      |                   |               | Vento: -0.6 m/s |       |

Bateria 3
| Posição | Raia | Atleta             | Nacionalidade  | Tempo           | Notas |
| ------- | ---- | ------------------ | -------------- | --------------- | ----- |
| 1       | 5    | Bayanda Walaza     | África do Sul  | 10.33           | Q     |
| 2       | 6    | Teddy Wilson       | Grã-Bretanha   | 10.35           | Q     |
| 3       | 4    | He Jinxian         | China          | 10.36           | q     |
| 4       | 7    | Brayden Williams   | Estados Unidos | 10.46           |       |
| 5       | 2    | Junior Imoukhuede  | Canadá         | 10.54           |       |
| 6       | 3    | Fukuto Komuro      | Japão          | 10.56           |       |
| 7       | 9    | Nikola Karamanolov | Bulgária       | 10.63           |       |
| 8       | 8    | Merone Wijesinghe  | Sri Lanka      | 10.68           |       |
|         |      |                    |                | Vento: -0.2 m/s |       |

### Final
A prova final foi realizada no dia 28 de agosto às 18:47.
| Posição           | Raia | Atleta          | Nacionalidade | Tempo           | Notas |
| ----------------- | ---- | --------------- | ------------- | --------------- | ----- |
| Medalha de ouro   | 4    | Bayanda Walaza  | África do Sul | 10.19           |       |
| Medalha de prata  | 6    | Puripol Boonson | Tailândia     | 10.22           |       |
| Medalha de bronze | 7    | Bradley Nkoana  | África do Sul | 10.26           |       |
| 4                 | 5    | Deandre Daley   | Jamaica       | 10.33           |       |
| 5                 | 3    | Naoki Nishioka  | Japão         | 10.43           |       |
| 6                 | 9    | Gary Card       | Jamaica       | 10.44           |       |
| 7                 | 8    | Teddy Wilson    | Grã-Bretanha  | 10.47           |       |
| 8                 | 2    | He Jinxian      | China         | 10.51           |       |
|                   |      |                 |               | Vento: -0.9 m/s |       |

Legenda
| Recorde mundial       | Recorde mundial (World record)               |                       | Recorde africano                      | Recorde africano (African) |                                           | Q | Classificado por posição (Qualified) |
| Recorde do campeonato | Recorde do campeonato (Championship record)  | Recorde da América    | Recorde da América (Americas)         | q                          | Classificado por melhor tempo (Qualified) |   |                                      |
| Melhor marca do ano   | Melhor marca do ano (World leading)          | Recorde asiático      | Recorde asiático (Asian)              | DNS                        | Não largou (Did not start)                |   |                                      |
| Recorde nacional      | Recorde nacional (National record)           | Recorde europeu       | Recorde europeu (European)            | DNF                        | Não terminou (Did not finish)             |   |                                      |
| Recorde pessoal       | Recorde pessoal do atleta (Personal best)    | Recorde da Oceania    | Recorde da Oceania (Oceania)          | DSQ / DQ                   | Desclassificado (Disqualified)            |   |                                      |
| Recorde da temporada  | Recorde da temporada do atleta (Season best) | Recorde sul-americano | Recorde sul-americano (South America) | NM                         | Sem marca (No mark)                       |   |                                      |